# L'Urlo Tour Europa Italia
L'Urlo Tour Europa Italia è la quinta tournée di Zucchero Fornaciari, la quarta di caratura europea, svoltasi nel 1993, durata all'incirca 7 mesi e collegata all'album Miserere. 

## Il tour
Durante la tournée, che ha preso il nome dal singolo di lancio dell'album L'urlo, sono stati presenti alcuni ospiti. Tra questi i Sorapis, gruppo con la quale Zucchero avrebbe pubblicato di lì a poco (dicembre 1993) l'album Walzer d'un Blues, registrato nel 1989. Per la canzone Miserere, un giovane e sconosciuto Andrea Bocelli sostituì durante le tappe il tenore Luciano Pavarotti.
La tournée si divise in L'Urlo Tour Europa Italia - Invernale e L'Urlo Tour Europa Italia - Estivo.

## Le tappe
| Data             | Città                          | Luogo                  | Note                                            |
| ---------------- | ------------------------------ | ---------------------- | ----------------------------------------------- |
| 25 gennaio 1993  | Italia, Milano                 | Mediolanum Forum       | inizio de L'Urlo Tour Europa Italia - Invernale |
| 26 gennaio 1993  | Italia, Milano                 | Mediolanum Forum       |                                                 |
| 28 gennaio 1993  | Italia, Roma                   | Palazzo dello Sport    |                                                 |
| 29 gennaio 1993  | Italia, Roma                   | Palazzo dello Sport    |                                                 |
| 1º febbraio 1993 | Regno Unito, Londra            | Hammersmith Apollo     | ospiti Paul Young e Brian May                   |
| 3 febbraio 1993  | Francia, Lione                 | Le Transbordeur        |                                                 |
| 4 febbraio 1993  | Francia, Tolosa                | Palais Des Sports      |                                                 |
| 6 febbraio 1993  | Francia, Parigi                | Le Zenith              |                                                 |
| 7 febbraio 1993  | Francia, Metz                  | Amneville Galaxie      |                                                 |
| 8 febbraio 1993  | Francia, Strasburgo            | Palais De Congres      |                                                 |
| 10 febbraio 1993 | Paesi Bassi, Rotterdam         | Ahoy                   |                                                 |
| 11 febbraio 1993 | Belgio, Bruxelles              | Forest National        |                                                 |
| 12 febbraio 1993 | Francia, Lilla                 | Espace foire           |                                                 |
| 14 febbraio 1993 | Svizzera, Losanna              | Halles Des Fetes       |                                                 |
| 15 febbraio 1993 | Francia, Mulhouse              | Le Phoenix             |                                                 |
| 17 febbraio 1993 | Francia, Nîmes                 | Arena di Nîmes         |                                                 |
| 18 febbraio 1993 | Francia, Marsiglia             | Palais des sports      |                                                 |
| 19 febbraio 1993 | Francia, Nizza                 | Theatre De Verdure     |                                                 |
| 21 febbraio 1993 | Svizzera, Zurigo               | Hallenstadion          |                                                 |
| 22 febbraio 1993 | Svizzera, Zurigo               | Hallenstadion          |                                                 |
| 24 febbraio 1993 | Germania, Düsseldorf           | Philipshalle           |                                                 |
| 25 febbraio 1993 | Germania, Mannheim             | Musensaal              |                                                 |
| 27 febbraio 1993 | Germania, Augusta              | Kongresshalle          |                                                 |
| 28 febbraio 1993 | Germania, Böblingen            | Sporthalle             |                                                 |
| 2 marzo 1993     | Germania, Amburgo              | Musikhalle             |                                                 |
| 3 marzo 1993     | Germania, Berlino              | Die Halle              |                                                 |
| 5 marzo 1993     | Germania, Monaco di Baviera    | Rudi-Sedlmayer-Halle   |                                                 |
| 6 marzo 1993     | Germania, Francoforte sul Meno | Alte Oper              | fine de L'Urlo Tour Europa Italia - Invernale   |
| 31 maggio 1993   | Italia, Bassano del Grappa     | Stadio Rino Mercante   | inizio de L'Urlo Tour Europa Italia - Estivo    |
| 2 giugno 1993    | Italia, Torino                 | Stadio Comunale        |                                                 |
| 4 giugno 1993    | Italia, Mantova                | Piazza Sordello        |                                                 |
| 8 giugno 1993    | Italia, Bologna                | Stadio Renato Dall'Ara |                                                 |
| 10 giugno 1993   | Italia, Trento                 | Stadio Briamasco       |                                                 |
| 12 giugno 1993   | Italia, Napoli                 | Stadio San Paolo       |                                                 |
| 16 giugno 1993   | Italia, Roma                   | Stadio Olimpico        |                                                 |
| 18 giugno 1993   | Italia Ancona                  | Stadio del Conero      |                                                 |
| 20 giugno 1993   | Italia, Reggio Calabria        | Stadio Comunale        |                                                 |
| 22 giugno 1993   | Italia, Marsala                | Stadio Comunale        |                                                 |
| 24 giugno 1993   | Italia, Cosenza                | Stadio Comunale        |                                                 |
| 26 giugno 1993   | Italia, Perugia                | Stadio Renato Curi     |                                                 |
| 28 giugno 1993   | Italia, Codroipo               | Villa Manin            |                                                 |
| 30 giugno 1993   | Italia, Monza                  | Stadio Brianteo        | ospite Jovanotti, eseguono Mama                 |
| 2 luglio 1993    | Italia, Firenze                | Stadio Artemio Franchi |                                                 |
| 4 luglio 1993    | Italia, Olbia                  | Stadio Comunale        | ospiti i Sorapis                                |

## La scaletta
1. L'urlo
2. Povero Cristo
3. Il pelo nell'uovo
4. It's All Right (La promessa)
5. Ridammi il sole
6. Il mare impetuoso al tramonto salì sulla Luna e dietro una tendina di stelle...
7. Un'orgia di anime perse
8. Pene
9. Diamante
10. Con le mani
11. Diavolo in me
12. Dune mosse
13. Senza una donna
14. A Wonderful World (Zucchero Fornaciari)
15. Solo una sana e consapevole libidine salva il giovane dallo stress e dall'Azione Cattolica
16. Madre dolcissima
17. Miserere
18. Overdose (d'amore)
19. Donne
20. Come il sole all'improvviso
21. Pippo
22. Hai scelto me

## Il gruppo
- Corrado Rustici (chitarra)
- Polo Jones (basso)
- Luciano Luisi (tastiere)
- Mike Shrieve (batteria)
- Eric Daniel e Mike Applebaum (fiati)
- Eileena Dennis e Mino Vergnaghi (cori)